# Poliedro toroidal

Es posible construir un toro poliédrico para aproximar una superficie tórica a partir de una red de caras con forma de cuadrilátero, como en este ejemplo de 6x4

En geometría, un poliedro toroidal es un tipo de poliedro que también es un toroide (un toro con g orificios), que tiene un género topológico de 1 o más. Ejemplos notables incluyen los poliedros de Császár y de Szilassi. 

## Variaciones en la definición
Los poliedros toroidales se definen como colecciones de polígonos que se encuentran en sus bordes y vértices, formando una variedad con dos propiedades particulares:: cada arista debe ser compartida por exactamente dos caras polígonales, y el enlace de cada vértice debe formar un solo ciclo en el que se alternan entre las aristas y los polígonos que se encuentran en ese vértice. Para los poliedros toroidales, esta variedad además es una superficie orientable. Algunos autores restringen la frase "poliedros toroidales" para que signifique más específicamente poliedros topológicamente equivalentes a un toro (es decir, de género 1).
En esta área, es importante distinguir los poliedros toroidales incrustados (cuyas caras son polígonos planos en el espacio euclidiano tridimensional que no se cruzan entre sí), de los poliedros abstractos (superficies topológicas sin ninguna realización geométrica específica). Intermedios entre estos dos extremos son los poliedros formados por polígonos geométricos o por polígonos de estrella en el espacio euclidiano (que se pueden cruzar entre sí). 
En todos estos casos, la naturaleza toroidal de un poliedro se puede verificar por su orientabilidad y por su característica de Euler, que no es positiva. La característica de Euler se generaliza a V − A + L = 2 − 2N, donde N es el número de agujeros.

## Poliedros de Császár y Szilassi
Dos de los poliedros toroidales incrustados más simples posibles son los poliedros de Császár y Szilassi. 
El poliedro de Császár es una figura toroidal de siete vértices con 21 aristas y 14 caras triangulares. Este y el tetraedro son los únicos poliedros conocidos en los que cada segmento de línea posible que conecta dos vértices forma una arista del poliedro. Su dual, el poliedro de Szilassi, tiene siete caras hexagonales adyacentes entre sí, e implica la mitad del teorema del número mínimo de colores necesarios para colorear un mapa en un toro (género uno), que es siete.
El poliedro de Császár tiene la menor cantidad de vértices posibles de cualquier poliedro toroidal incrustado, y el poliedro de Szilassi tiene la menor cantidad de caras posibles de cualquier poliedro toroidal incrustado.

## Toroides de Stewart
Una categoría especial de poliedros toroidales está construida exclusivamente por caras poligonales regulares, sin cruces, y con una restricción adicional de que las caras adyacentes no deben estar en el mismo plano entre sí, denominados toroides de Stewart (en memoria de Bonnie Stewart, que los estudió intensamente). Son análogos a los sólidos de Johnson en el caso de los poliedros convexos. Sin embargo, a diferencia de los sólidos de Johnson, hay infinitos toroides de Stewart. Incluyen también a los deltaedros toroidales, poliedros cuyas caras son todas triángulos equiláteros. 
Una clase restringida de toroides de Stewart, también definidos por Stewart, son los poliedros toroidales cuasi convexos. Estos son los toroides de Stewart que incluyen todos los bordes de sus envolventes convexas. Para estos poliedros, cada cara de la envolvente convexa se encuentra en la superficie del toroide o es un polígono cuyos bordes se encuentran en la superficie del toroide.
| Género    | 1                     | 1           |
| --------- | --------------------- | ----------- |
| Imagen    |                       |             |
| Poliedros | 6 prismas hexagonales | 8 octaedros |
| Vértices  | 48                    | 24          |
| Bordes    | 84                    | 72          |
| Caras     | 36                    | 48          |

| Género    | 1                                | 1                                            | 3                                            | 11                                                         | 3                                                   | 5 5                             | 7 7                          | 11                                         |
| --------- | -------------------------------- | -------------------------------------------- | -------------------------------------------- | ---------------------------------------------------------- | --------------------------------------------------- | ------------------------------- | ---------------------------- | ------------------------------------------ |
| Imagen    |                                  |                                              |                                              |                                                            |                                                     |                                 |                              |                                            |
| Poliedros | 4 cúpulas cuadradas 8 tetraedros | 6 cúpulas triangulares 6 pirámides cuadradas | 4 cúpulas triangulares 6 pirámides cuadradas | 24 prismas triangulares 6 pirámides cuadradas 8 tetraedros | 6 cúpulas cuadradas 4 cúpulas triangulares 12 cubos | 8 cúpulas triangulares 12 cubos | 6 cúpulas cuadradas 12 cubos | 6 cúpulas cuadradas 8 cúpulas triangulares |
| Vértices  | 32                               | 30                                           | 30                                           | 62                                                         | 72                                                  | 72                              | 72                           | 72                                         |
| Bordes    | 64                               | 60 60                                        | 72                                           | 168                                                        | 144                                                 | 168                             | 168                          | 168                                        |
| Caras     | 32                               | 30                                           | 38                                           | 86                                                         | 68                                                  | 88                              | 84                           | 76                                         |

## Poliedros autosecantes
| Octahemioctaedro | Pequeño cubicuboctaedro | Gran dodecaedro |

Un poliedro que está formado por un sistema de polígonos cruzados corresponde a una variedad topológica abstracta formada por sus polígonos y su sistema de bordes y vértices compartidos, y el género del poliedro puede determinarse a partir de esta variedad abstracta. Los ejemplos incluyen el octahemioctaedro del género 1, el cubicuboctaedro pequeño del género 3 y el gran dodecaedro del género 4. 

### Poliedros corona

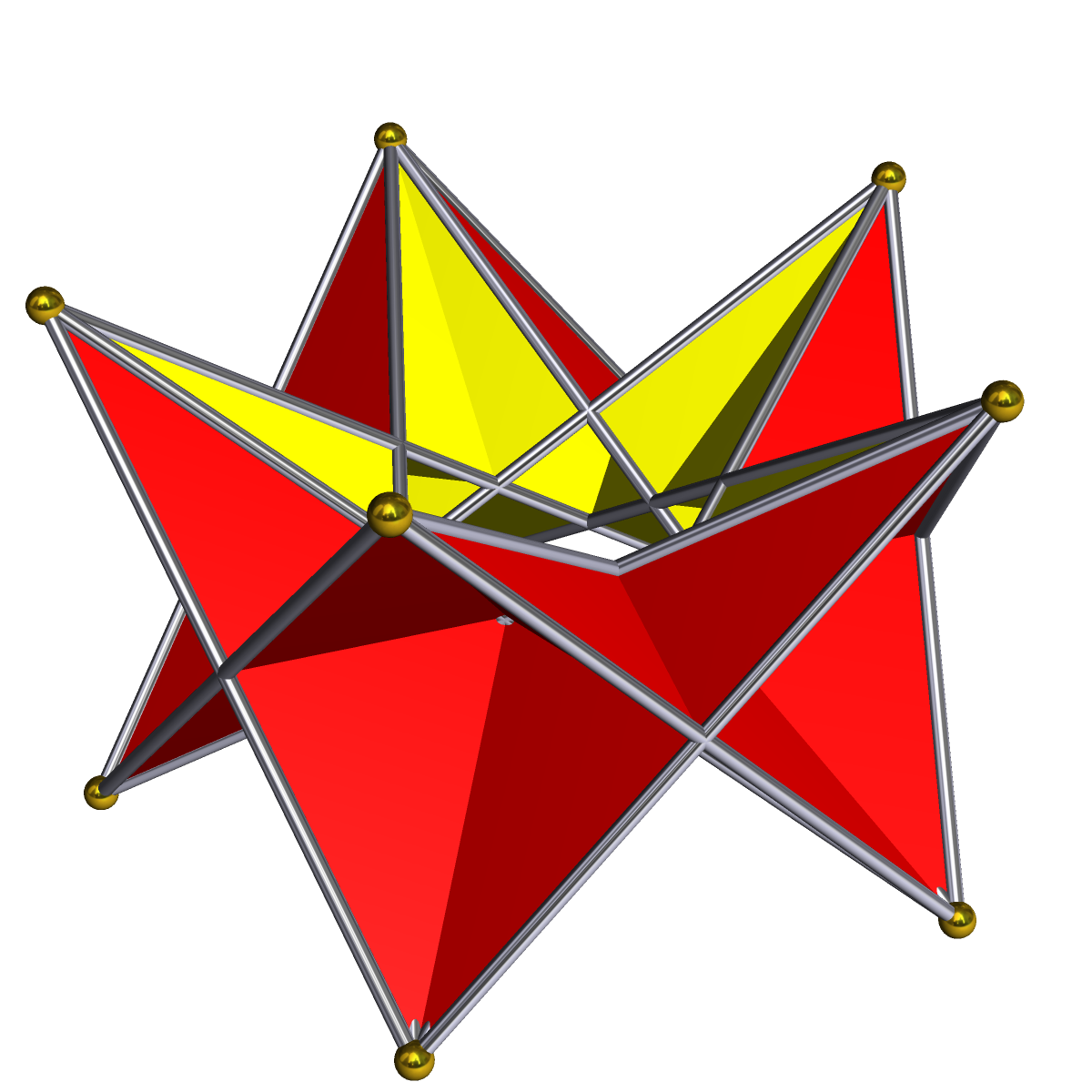
Estefanoide pentagonal. Presenta simetría diédrica pentagonal y tiene los mismos vértices que el prisma pentagonal uniforme.

Un poliedro corona o estefanoide es una figura toroidal que también es noble, siendo tanto isogonal (vértices iguales) como isoédrico (caras iguales). Los poliedros corona son auto intersecantes y topológicamente auto duales.